# Esto es guerra (Panamá)
Esto es Guerra fue un programa panameño, basado en el programa del mismo nombre peruano. Era transmitido por TVN y conducido por Bettina García y Domil Leira quienes de igual forma son los capitanes de ambos equipos. en sus tres primeras temporadas estuvo conformado por dos equipos «Hombres» y «Mujeres» y a partir de su cuarta temporada está vez estuvo conformado por dos equipos: «Cobras» y «Leones», los cuales están integrados por un grupo de jóvenes que luchan en distintos tipos de pruebas para consagrarse campeones, además de luchar por ser el «mejor guerrero» o «mejor guerrera» de la temporada.

## Temporadas
- La primera temporada estuvo conformada por 2 equipos ("Hombres vs Mujeres") y fue estrenada el 3 de mayo de 2016. A medida que avanzó la temporada ingresaron nuevos participantes. El ganador es Johnny López (BK) venciendo respectivamente a Frieda Kraemer (Daluna), Ariel Brandao y Vanessa Lara (Neka) en el final de la temporada.
- La segunda temporada estuvo conformada por 2 equipos ("Hombres vs Mujeres"). A medida que avanzó la temporada ingresaron nuevos participantes. El ganador fue Johnny "BK" López, consagrándose este último Bicampeón de "Esto es guerra Panamá".
- La tercera temporada estuvo conformada por 2 equipos ("Hombres vs Mujeres"). En la tercera temporada, tras disolverse la competencia entre Águilas y Mapaches, se decide que haya dos ganadores: un ganador para los hombres, y un ganador para las mujeres. A la final de las mujeres, fueron Sonia Marí Andrés y Génesis Arjona, esta última llevándose el título como campeona de la temporada, y convirtiéndose así en la primera mujer en haber ganado el título en el programa. Entre tanto, la final de los hombres fue disputada por Pablo Brunstein y Enrique Gutiérrez, este último resultando como ganador, y quitándole el título a BK.
- La cuarta temporada fue estrenada el 15 de enero de 2018. El programa estuvo conformado por 2 equipos mixtos ("Cobras" y "Leones"). El equipo ganador fue "Los Leones", conformado por: Paúl McDonald, Génesis Arjona, Kevin Fernández, Sonia Marí Andrés, Julia Honings, Mark Vollert y Dilian Jurado. Marlon Polo y Joy Fong, pertenecientes al equipo de las "Cobras", obtuvieron el título de mejor guerrero y mejor guerrera, respectivamente.
- La quinta temporada fue estrenada el 16 de abril de 2018. El programa estuvo conformado por 2 equipos mixtos ("Cobras" y "Leones"). El equipo ganador fue "Las Cobras", conformado por: Pablo Brunstein, Frieda Kraemer "Daluna", Joaquín "Joako" Fábrega, Mónica Henao, Enrique Gutiérrez, Carolina Castillo, Marlon Polo y Joy Fong.
- La sexta temporada fue estrenada el lunes 24 de septiembre de 2018 y finalizó el día jueves 2 de noviembre de 2018. El sistema de competencia consistía en que todos los días se enfrentaban los equipos Cobras y Leones, es decir, de lunes a viernes competirán en diversas pruebas las cuales valen una cantidad determinada de puntos y de esta manera se daba a conocer quién era el ganador del día. En la sexta temporada, tras disolverse la competencia entre Cobras y Leones, se decide que solo haya dos nuevos equipos con participantes experimentados y legendarios: "Leobras" y "Fénix". El equipo ganador fue "Los Fénix", conformado por: Marlon Polo, Erika Parker, Mark Vollert, Nicole Pinto, Johnny "BK" López y Krysell González.

## Temporada final, Equipos
| Equipos | Guerreros |
| ------- | --- |
| Leobras | - Paul McDonald - Mónica Henao - Joaquín "Joako" Fábrega - Vanessa "Neka" Lara - Pablo Brunstein - Joy Fong - Carolina Castillo |
| Fénix   | - Marlon Polo - Erika Parker - Mark Vollert - Krysell González - Johnny "BK" López - Nicole Pinto                               |

- : Capitán del equipo.

## Etapa de Mujeres contra Hombres

### Mujeres
- Lema: Curvas al poder.
- Madrina: Bettina García.

| País      | Nombre              | Edad (al ingresar al programa) | Temporadas |
| --------- | ------------------- | ------------------------------ | ---------- |
| Venezuela | Vanessa "Neka" Lara | 25 años                        | 1-R.O#2    |
| España    | Sonia Marí Andrés   | 27 años                        | 1-R.O#2    |
| Panamá    | Joy Fong            | 23 años                        | 3-R.O#2    |
| Panamá    | Julia Honings       | 26 años                        | R.O#2      |
| Colombia  | Katherine Poleth    | 25 años                        | R.O#2      |

### Hombres
- Lema: Macho que se respeta.
- Padrino: Domil Leira.

| País      | Nombre                  | Edad (al ingresar al programa) | Temporadas |
| --------- | ----------------------- | ------------------------------ | ---------- |
| Argentina | Pablo Brunstein         | 31 años                        | 1-R.O#2    |
| Panamá    | Johnny "BK" López       | 26 años                        | 1-R.O#2    |
| Panamá    | Enrique Gutiérrez       | 30 años                        | T.V-R.O#2  |
| Panamá    | Marlon Polo             | 25 años                        | 3-R.O#2    |
| Panamá    | Joaquín "Joako" Fábrega | 24 años                        | R.O#2      |

### Exparticipantes
| País   | Nombre                  | Edad (Al ingresar al programa) | Equipo  | Temporada |
| ------ | ----------------------- | ------------------------------ | ------- | --------- |
| Panamá | Delany Precilla         | 23 años                        | Mujeres | 1-2 (*)   |
| Panamá | M. Nicole Rodríguez     | 19 años                        | Mujeres | 2         |
| Panamá | Éric Durán              | 21 años                        | Hombres | 2         |
| Panamá | Alberto "Kael" Martínez | 23 años                        | Hombres | 2         |
| Panamá | Kathy Sandoval          | 30 años                        | Mujeres | T.V(')    |
| Panamá | Frieda Kraemer "Daluna" | 20 años                        | Mujeres | 1-3       |
| Panamá | Ariel Brandao           | 25 años                        | Hombres | 1-3       |
| Panamá | Génesis Arjona          | 23 años                        | Mujeres | 1-R.O     |
| Panamá | Kevin Fernández         | 25 años                        | Hombres | 1-R.O     |
| Panamá | Paul McDonald           | 31 años                        | Hombres | 1-R.O     |
| Panamá | Joseline Pinto          | 20 años                        | Mujeres | 2-R.O     |
| Panamá | Nicole Pinto            | 23 años                        | Mujeres | 3-R.O     |

- (*) Delany se retira por motivos de embarazo.
- (') Temporada de Verano.
- (R.O) Temporada de Regreso al Origen, tras la disolución de Águilas versus Mapaches.
- (R.O#2) Parte 2 de la Temporada de Regreso al Origen, con nuevos integrantes y la última temporada de Hombres contra Mujeres.

## Temporada de verano
La temporada de verano dio inicio el 30 de enero de 2017 con los 12 participantes originales, conducida por Bettina García y Domil Leira. Para la temporada de verano, se inició una serie de votaciones para escoger a dos guerreros de refuerzo para ambos equipos. Entre los contemplados para ser los guerreros refuerzos estuvieron diversas personalidades panameñas como, Gaby Garrido (actriz, modelo y presentadora de TV), Marlon Polo (modelo), Nicole Pinto (modelo, reportera y exconcursante de Calle 7 Panamá), Ángel Tello (modelo y exparticipante de la 1.º temporada de Big Brother), "Kathy" Sandoval (doctora y ganadora de la 1.º temporada de Big Brother), Enrique Gutiérrez (director deportivo y también exparticipante de la 1.º temporada de Big Brother), Carolina Aybar (exconcursante de Big Brother) y Andrea Pérez (presentadora). Al final, quedando Kathy Sandoval y Enrique Gutiérrez, elegidos por producción.
Para la temporada de verano, ambos equipos necesitan un líder o un capitán, para esto, se iniciaron competencias individuales el 23 de enero de 2017 hasta el 27 de enero. El guerrero que fuera ganando las competencias, sumaba puntos para una tabla acumulativa. El viernes 27 de enero de 2017, se dio a conocer que los dos guerreros con más puntos fueron, Frieda "Daluna" Kraemer y Johnny López 'BK', quedando ambos como capitanes del equipo de las mujeres y de los hombres, respectivamente.
Se desconoce la fecha en la que acabó la temporada de verano, y no se incluye en la cronología oficial de las temporadas de Esto es guerra Panamá.